# Résidu vert
Pour des articles plus généraux, voir Déchet et Déchet biodégradable.

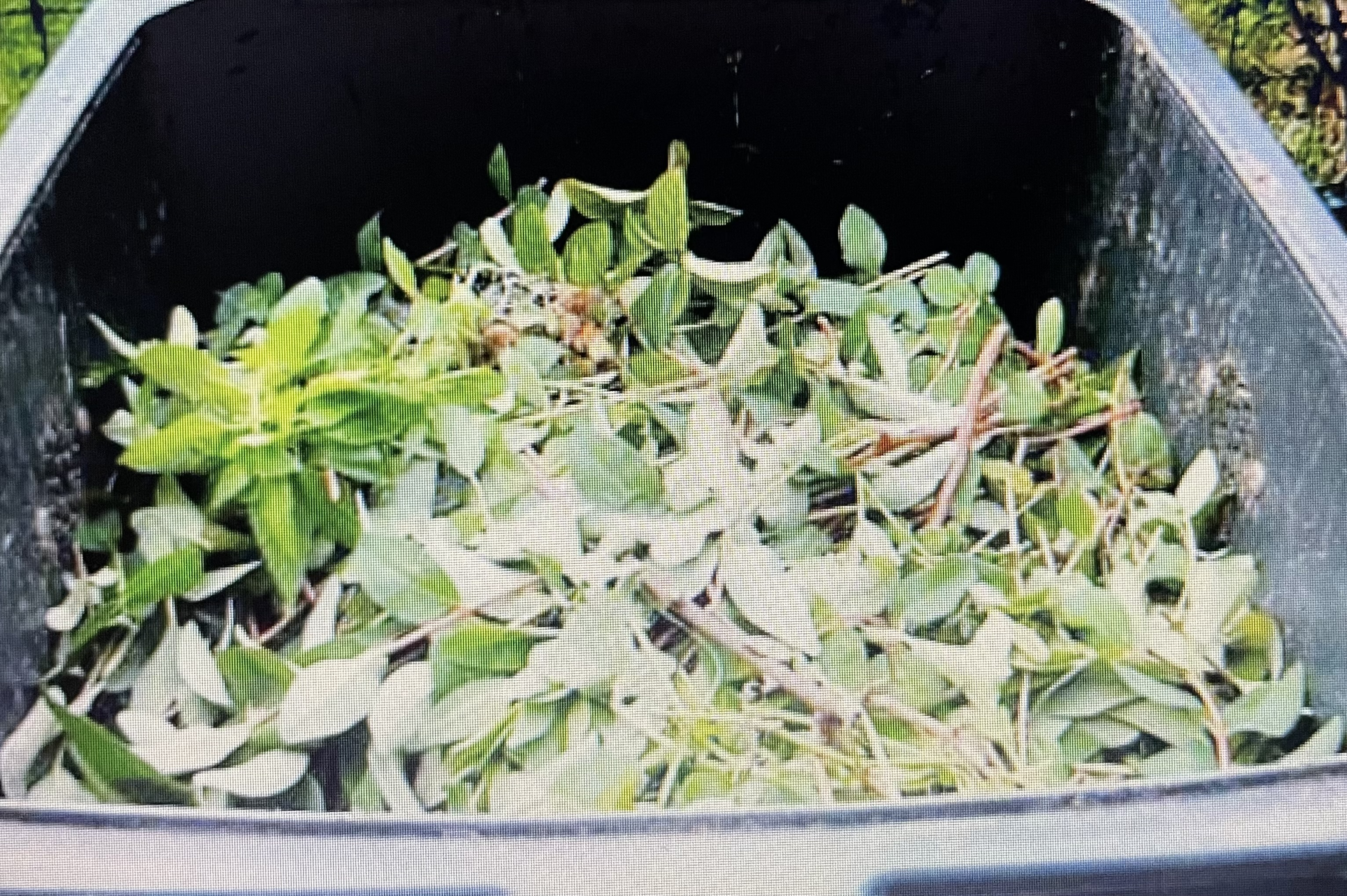
Déchets verts

Les résidus verts ou déchets verts sont des déchets biodégradables issus des restes de végétaux ligno-cellulosiques provenant de la taille et de l'entretien des espaces verts  publics et privés, et des cimetières... ou encore de l'élagage des haies et arbres d'alignement.
Les résidus verts sont une composante de la biomasse.
Les résidus verts ne comprennent pas les rognures de gazon.

## Composition
Les déchets verts sont composés :

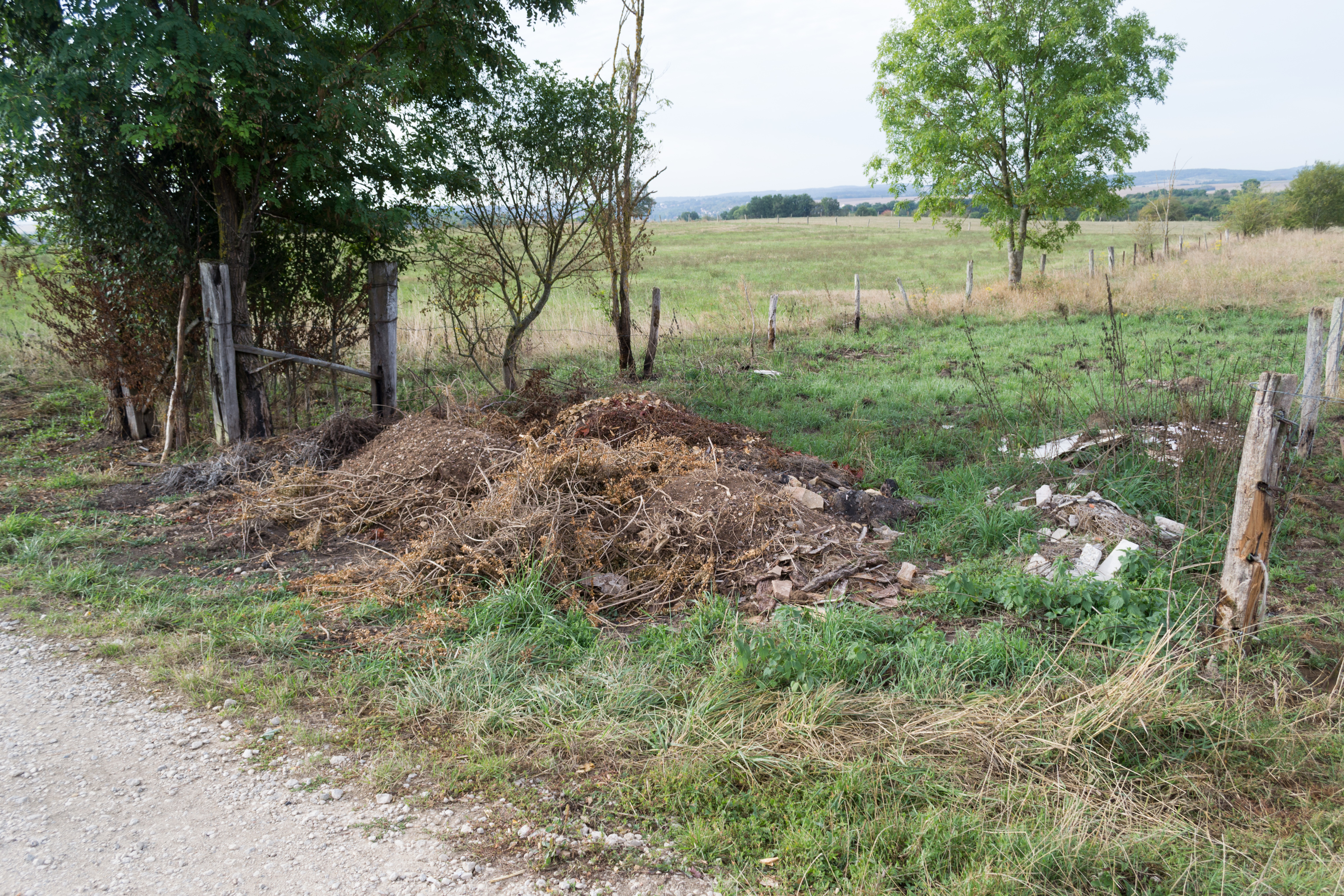
Dépôt sauvage de déchets verts

- d'une part de produits fermentescibles, tels que les feuilles des arbres, les fleurs fanées des massifs ;
- d'autre part de produits ligneux, tels que branches d'élagage et tailles de haies.

Le volume de ces résidus est important : en France, on l'estime à environ 17 millions de m3, soit 0,3 m3 par habitant et par an.
Les agents économiques confrontés au problème de la gestion des résidus verts sont :
- les communes (gestion des propriétés forestières, entretien des bords de route et espaces verts, résidus des particuliers, etc.) ;
- les horticulteurs ;
- les paysagistes.

La législation actuelle impose la gestion des résidus issus de la production et de la consommation.

Les options pour gérer ces résidus verts sont l'incinération, l'épandage agricole des produits recyclés et le compostage. Néanmoins, la surface disponible pour l'épandage n'est pas infinie. Il est donc nécessaire que des actions de concertation soient menées entre les producteurs de matière organique, en particulier dans les régions disposant de faibles surfaces d'épandage.
En France, le ministère de l'Environnement fixe une limite maximum à l'incinération afin d'obliger les collectivités locales à augmenter la part du recyclage et du compostage. Depuis le 18 novembre 2011, le brûlage à l'air libre des déchets verts est interdit, car source d'une pollution de l'air qui a été longtemps sous-estimée.
Le compostage des résidus verts peut être réalisé en mélange avec du lisier ou des boues d'épuration des eaux par exemple.
Pour l'obtention d'un compost de bonne qualité, il est indispensable que les résidus verts soient correctement triés, les corps non compostables ayant été éliminés. Dans cette optique, il est nécessaire d'initier la population au tri par des actions de sensibilisation réalisées dans les déchèteries lors des collectes.
Le recyclage des résidus verts relève essentiellement du développement local.

## Feux de végétaux

### Contribution des feux d'hiver à la pollution carbonée
En période hivernale, dans toute l'Europe, les feux de biomasse (combustion du bois et de végétaux dans les cheminées des particuliers, les jardins et les champs) sont responsables de 50 à 70 % de la pollution par les aérosols carbonés, particules reconnues les plus dangereuses pour la santé. Des études épidémiologiques ont souligné la similarité des effets sur la santé entre les fumées de combustion de biomasse (bois, végétaux) et les produits pétroliers (diesel), tant dans la nature que dans la fréquence des troubles engendrés (affection respiratoire, cancer du poumon, etc.).

### Brûlage à l'air libre de végétaux
De nombreux pays ont une législation interdisant ou réglementant le brûlage des déchets à l'air libre.

#### Les déchets verts et les feux de jardin
Selon l'ADEME, cette pratique du brûlage « s’avère être une source prépondérante dans les niveaux de pollution mesurés dans l’air ».

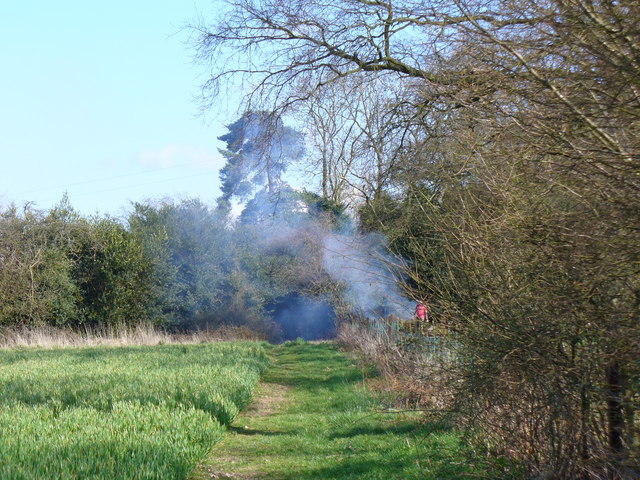
Feu de jardin diffusant de la fumée sur un chemin et des champs.

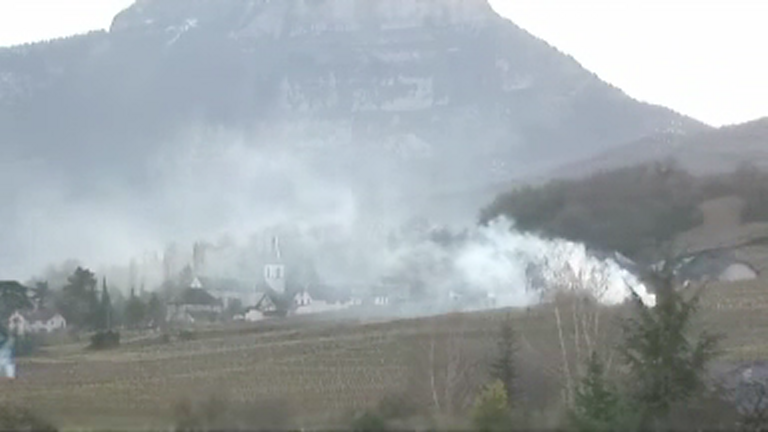
Brûlage dont les fumées se répandent sur des habitations.

##### Risques pour la santé
Contrairement à une idée reçue, l'impact sanitaire des brûlages à l'air libre de végétaux, particulièrement dans les zones habitées, est loin d'être anodin. Outre la gêne pour le voisinage et les risques d'incendie qu'elle génère, la combustion des végétaux, qui s'effectue d'une manière très incomplète dans ce mode d'élimination, est fortement émettrice de polluants tels que les particules fines et des produits toxiques ou cancérogènes parmi lesquels figurent notamment des polluants organiques persistants comme les hydrocarbures aromatiques polycycliques (HAP) et les dioxines qui se concentrent dans les produits laitiers et les œufs,,.

##### Impact sur l'environnement
La combustion incomplète du bois et des végétaux, comme celle du carburant Diesel par exemple, émet du noir de carbone, un aérosol carboné qui, en plus de ses effets néfastes sur la santé, absorbe fortement la lumière solaire et contribue au réchauffement climatique; son dépôt aggrave la fonte de la neige et de la glace. Les brûlis sont en outre souvent à l’origine des feux de forêt qui sont à leur tour une source d’émissions importante.
Les émissions du brûlage à l'air libre de végétaux sont d'ailleurs tout à fait comparables à celles des feux de forêt,.

##### En France
En France, depuis le Décret n° 2016-288 du 10 mars 2016 portant diverses dispositions d'adaptation et de simplification dans le domaine de la prévention et de la gestion des déchets, les déchets verts (éléments issus de la tonte de pelouse, taille de haies et d'arbustes, résidus d'élagage, etc.) ne sont plus assimilés à des déchets ménagers, mais à des 'Biodéchets'.
Ils diffèrent quant à leur traitement des ordures ménagères dont le brûlage à l'air libre est interdit par l'article 84 du Règlement Sanitaire Départemental Type (RSDT), qui constitue la base des règlements sanitaires départementaux adoptés par les préfets et sert de référence à tous les règlements sanitaires départementaux (RSD). Cette interdiction s'applique aux particuliers et aux professionnels de l'entretien des espaces verts (paysagistes, collectivités…).
Des dérogations peuvent, dans des cas exceptionnels, être édictées, mais uniquement par arrêtés préfectoraux (article 164 du RSDT). Toute « dérogation » municipale en la matière serait dépourvue de base légale.
Dans le cas d’une plainte relative à un particulier brûlant à l'air libre des déchets verts, il convient d’appliquer l’article 84 du RSD. En cas de litige avec une municipalité autorisant ces feux pour les particuliers en dehors des dérogations préfectorales, l'affaire peut être portée devant le tribunal administratif.

###### Circulaire du 18 novembre 2011

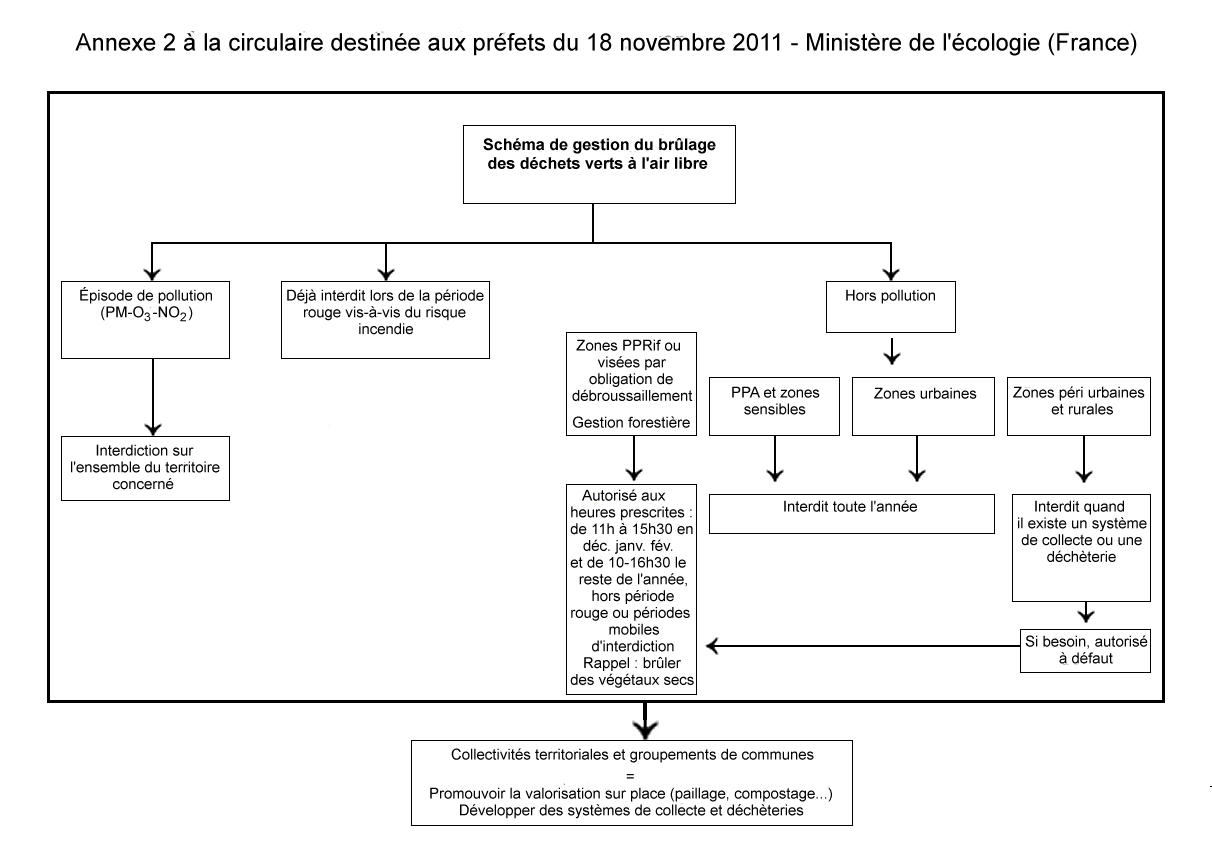
Annexe 2

Dans le cadre du deuxième Plan national santé-environnement, une communication plus complète sera développée sur les risques liés à une mauvaise combustion de la biomasse et au brûlage à l'air libre, avec pour cible l’ensemble des citoyens ; les dispositions concernant l'interdiction de brûlage et les dérogations sous certaines conditions déterminées devront être strictement appliquées : « Il appartient aux maires de veiller à la stricte application de ces dispositions, de développer les modes d’élimination et d’informer ses [leurs] citoyens des moyens de traitement mis à leur disposition. Une circulaire aux préfets sera rédigée afin de clarifier les diverses dispositions, et les repositionner au regard de l’enjeu de la qualité de l’air ».
La circulaire a été adressée aux préfets le 18 novembre 2011. Concernant le brûlage à l'air libre des déchets verts des particuliers et des professionnels, elle précise les points suivants (p. 3 et 4) : 
| A) « En cas de prévision ou de constat d’épisode de pollution, qu’il concerne les particules (PM10), l’ozone (O3) ou le dioxyde d'azote (NO2), ou en cas de dépassement des seuils d’information et recommandations et d’alerte, le brûlage des déchets verts par les particuliers et les professionnels sera strictement interdit sur l’ensemble du territoire concerné par la mise en place d’actions de réduction des émissions de polluants de l’air. » B) « Hors épisode de pollution, le brûlage est : a. interdit toute l’année dans les périmètres des plans de protection de l’atmosphère (PPA) et dans les zones dites « sensibles » à la dégradation de la qualité de l’air, identifiées par l’AASQA compétente sur le territoire et déterminées conformément à l’Art.10-II de l’arrêté ministériel du 21/10/2010 relatif aux modalités de surveillance de la qualité de l’air et à l’information du public et au décret du 16/06/2011 relatif aux schémas régionaux du climat, de l’air et de l’énergie ; b. interdit toute l’année en zone urbaine ; c. interdit toute l’année en zone péri urbaine et rurale lorsqu’il existe pour la commune ou le groupement de communes un système de collecte et/ou des déchèteries. À défaut, dans le cas d’une éventuelle dérogation préfectorale, cette dernière comprendra obligatoirement des objectifs et modalités de développement de ces déchèteries ou autres structures de gestion des déchets et du compostage sur place. Les objectifs qui seront retenus pourraient contenir des données quantifiées et un calendrier de mise en place de telles structures. Ces dérogations préciseront également les horaires autorisés, fonction des conditions thermiques de l’air. d. pour les particuliers et professionnels dont le terrain est situé dans un zonage de plan de prévention des risques incendie de forêt (PPRif), ou est visé par une obligation de débroussaillement au titre du code forestier, vous pourrez délivrer des dérogations, sauf à certaines périodes définies par arrêté préfectoral, conformément à l’annexe 2 [p. 9] et en tenant compte des conditions énoncées ci-dessous, dans le but de ne pas entraver le débroussaillement préventif de ces terrains vulnérables ». Des dispositions spéciales concernent les déchets verts agricoles, la gestion forestière, l’écobuage et le brûlage dirigé (p. 3). |

Le tableau de l'annexe 2, page 9, présente un schéma de gestion du brûlage des déchets verts à l'air libre.
Cette circulaire est mise en œuvre depuis décembre 2011 (p. 4).
Le texte est paru au bulletin officiel du MEDDTL du 25 décembre 2011.
En novembre 2011 également, le ministère de l’Écologie a rappelé l’interdiction du brûlage des déchets verts dans le secteur domestique en ces termes :
« Dans le secteur domestique, une des principales mesures concerne l’interdiction du brûlage des déchets verts (feuilles…). Brûler 50 kg de déchets verts à l’air libre émet autant de particules que de chauffer son pavillon avec une chaudière fioul pendant 4 mois et demi. ».

###### Cas particulier
Certains brûlages peuvent se révéler nécessaires pour des raisons sanitaires avérées. La préfecture de l’Isère, par exemple, applique la circulaire du 18 novembre 2011 en interdisant les brûlages à l’air libre des déchets verts (hors activités agricoles et forestières) même pour les communes rurales, mais accorde une dérogation exceptionnelle pour la destruction de végétaux contaminés (chenille processionnaire, termite, champignon...) ; toute suspicion d’organismes nuisibles réglementés doit faire l’objet d’une déclaration préalable auprès du service régional chargé de la protection des végétaux de la DRAAF.

##### Alternatives au brûlage - Dérogations
- Alternative au brûlage : on peut se débarrasser des déchets verts par des moyens autorisés, notamment en les valorisant dans le broyage[18], le compostage, le paillage, ou encore en les déposant dans une déchèterie.
- Certaines municipalités ou communautés de communes ont mis en place des collectes de déchets verts[19],[20]. Cette alternative au brûlage est particulièrement intéressante pour les personnes ne possédant pas de véhicule et notamment les personnes âgées ou à mobilité réduite[21],[22].
- En Suisse, la transformation en biogaz des déchets verts des ménages et de l’agriculture est déjà très répandue[23].
- Les dérogations à l'interdiction de brûlage ne peuvent être accordées que dans le cas où il n'est pas possible d'utiliser d'autre moyen autorisé pour éliminer les déchets produits. L'autorisation de mise à feu ne peut être obtenue que sur demande écrite aux autorités compétentes[24],[25].

Cette mesure, qui s'inscrit, comme les précédentes, dans une démarche écocitoyenne (voir la page de la mairie placée en référence ci-dessus) dont le but est la préservation de la qualité de l'air (notamment en zone d'habitat rapproché) et la prévention des risques d'incendie, s'avère nécessaire pour responsabiliser les pratiques et prévenir les excès.
Certaines municipalités proposent des formulaires de demande d'autorisation de brûlage,.